# بطولة العالم للدراجات على المضمار 1988
بطولة العالم للدراجات على المضمار 1988 هي الدورة ال85 من بطولة العالم للدراجات على المضمار، أجريت في غنت، بلجيكا.

## النتائج النهائية
| المسابقة                              | ذهبية                   | فضية                               | برونزية                 |
| ------------------------------------- | ----------------------- | ---------------------------------- | ----------------------- |
| الرجال                                |                         |                                    |                         |
| السرعة الفردية                        | ستيفن بات (AUS)         | Medal not awarded                  | نوبويوكي تاوارا (JPN)   |
| سباق المطاردة الفردية                 | ليش بياسيكي (بولندا)    | توني دويل (دراج) (المملكة المتحدة) | Jesper Worre (الدنمارك) |
| سباق مطاردة الدراجة النارية للهواة    | Disqualification*       | Roland Königshofer (AUT)           | Disqualification*       |
| سباق مطاردة الدراجة النارية للمحترفين | داني كلارك (دراج) (AUS) | Stan Tourné (BEL)                  | Walter Brugna (ITA)     |
| الكيرين                               | Claudio Golinelli (ITA) | Ottavio Dazzan (ITA)               | ميشال فارتين (BEL)      |
| سباق النقاط                           | Daniel Wyder (SUI)      | Adriano Baffi (ITA)                | مايكل ماركوسين (DEN)    |
| السيدات                               |                         |                                    |                         |
| السرعة الفردية                        |                         |                                    |                         |
| سباق المطاردة الفردية                 | جيني لونغو (FRA)        | باربرا غانز (SUI)                  | Mindee Mayfield (USA)   |
| سباق النقاط                           | سالي هودج (GBR)         | باربرا غانز (SUI)                  | مونيك دي بروين (NED)    |